# Odprto prvenstvo ZDA 2000
Odprto prvenstvo ZDA 2000 je teniški turnir za Grand Slam, ki je med 28. avgustom in 10. septembrom 2000 potekal v New Yorku.

## Moški posamično
Marat Safin :  Pete Sampras, 6-4, 6-3, 6-3

## Ženske posamično
Venus Williams :  Lindsay Davenport, 6-4, 7-5

## Moške dvojice
Lleyton Hewitt /  Maks Mirni :  Rick Leach /  Ellis Ferreira, 6-4, 5-7, 7-6 

## Ženske  dvojice
Julie Halard-Decugis /  Ai Sugijama :  Cara Black /  Jelena Lihovceva, 6-0, 1-6, 6-1

## Mešane dvojice
Arantxa Sánchez Vicario /  Jared Palmer :  Ana Kurnikova /  Maks Mirni, 6-4, 6-3